# Beata Geppert
Pour les articles homonymes, voir Geppert.
Beata Geppert, née le 6 décembre 1955 , est une traductrice et interprète polonaise, notamment du français vers le polonais.

## Biographie
Beata Geppert a fait des études de traduction et interprétation à l'Institut de linguistique appliquée de l'université de Varsovie, dont elle est diplômée en 1979.
Elle a traduit plusieurs livres et pièces de théâtre du français vers le polonais.
Elle a collaboré notamment à des films comme L'Otage de l'Europe (Jeniec Europy) de Jerzy Kawalerowicz.